# Risiocnemis haematopus
Risiocnemis haematopus är en trollsländeart som först beskrevs av Selys 1882.  Risiocnemis haematopus ingår i släktet Risiocnemis och familjen flodflicksländor. Inga underarter finns listade i Catalogue of Life.